# (4420) Аландреев
(4420) Аландреев (лат. Alandreev) — типичный астероид главного пояса, открыт 15 августа 1936 года российским и советским астрономом Григорием Неуйминым в Симеизской обсерватории и 26 июля 2000 года назван в честь советского и российского физика Александра Андреева.

## Обнаружение и именование
(4420) Аландреев
Открыт 15 августа 1936 года в Симеизе Г. Н. Неуйминым.
Александр Фёдорович Андреев (р. 1939) — вице-президент Российской академии наук и директор Института физических проблем им. П. Капицы в Москве, является специалистом в области физики низких температур и конденсированных сред. Предсказал так называемый эффект отражения Андреева.
Оригинальный текст (англ.)4420 Alandreev
Discovered 1936 Aug. 15 by G. N. Neujmin at Simeis.
Aleksandr Fedorovich Andreev (b. 1939), vice-president of the Russian Academy of Sciences and director of the P. Kapitsa Institute of Physical Problems in Moscow, is a specialist in the physics of low temperature and condensed matter. He predicted the so-called Andreev reflection effect.
Источники: 20000726/MPCPages.arc; M.P.C. 41027.

## Орбита

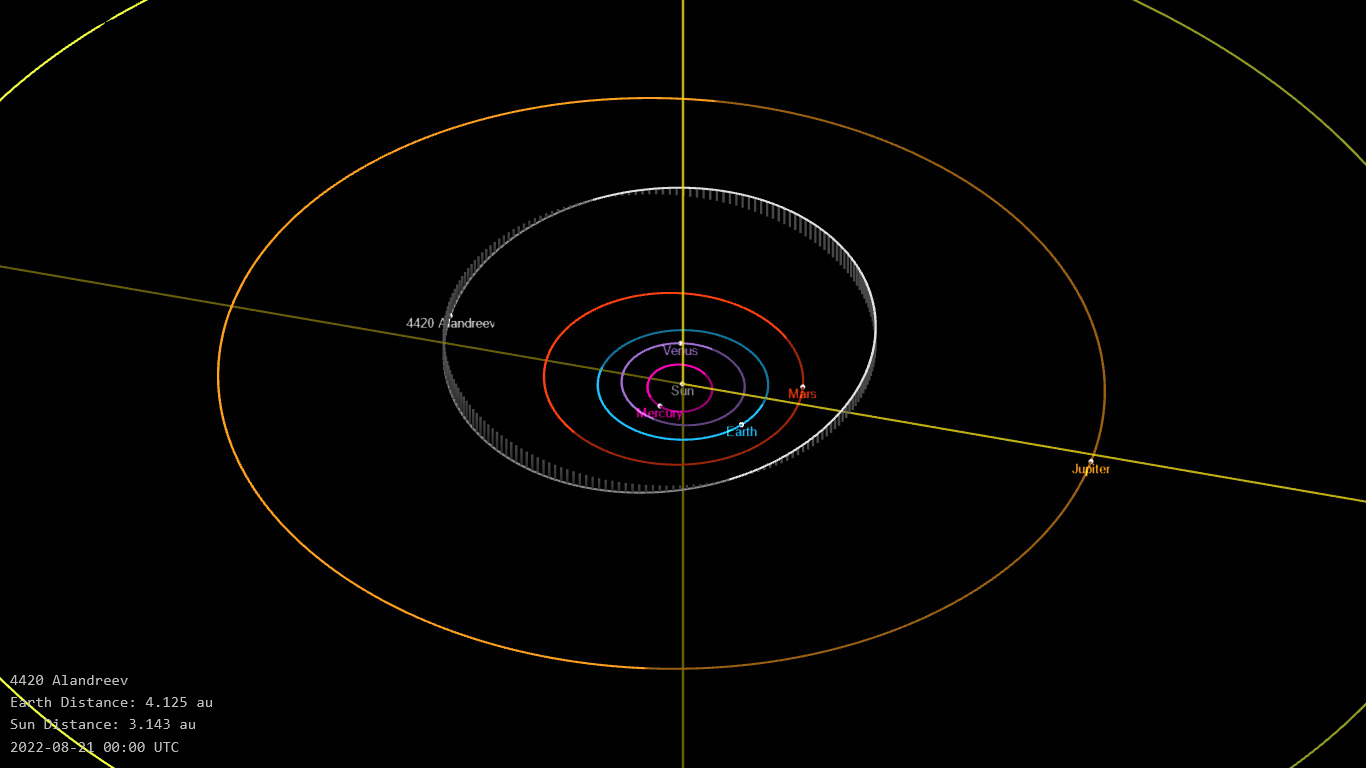
Орбита астероида Аландреев и его положение в Солнечной системе

## Физические характеристики
Астероид относится к таксономическому классу C.
По результатам наблюдений в видимом и ближнем инфракрасном диапазоне космического телескопа NEOWISE и наблюдений в инфракрасном диапазоне спутника Akari диаметр астероида оценивался равным 16,028±0,169 км, 16,25±0,22 км, 14,98±5,01 км, 22,10±3,53 км, 15,419±4,003 км, 14,36±2,75 км и 14,46±3,46 км. Согласно тем же источникам альбедо оценивается как 0,0643±0,0043, 0,091±0,003, 0,08±0,08, 0,03±0,02, 0,0665±0,0491, 0,064±0,004, 0,059±0,025 и 0,086±0,046.